# Societatea Academică din România
Societatea Academică din România (SAR) este o organizație din România, înființată ca think tank („laborator de idei”) în anul 1996. A fost, în decursul anilor, institut de cercetare în politici publice, lider pentru promovarea bunei guvernări, consultant al guvernului României, dar și al altor guverne, partener de durată în tranziție și reforma statului pentru Națiunile Unite, Banca Mondială, Uniunea Europeană, înainte și după integrare. 
Președintele SAR este Alina Mungiu Pippidi, profesoară universitară la Hertie School of Governance din Berlin.
Cele mai mari succese ale SAR, de la Legea liberului acces la informații de interes public (Legea 544/2001) la adoptarea cotei unice nu au fost finanțate de nimeni. Coaliția pentru un Parlament Curat a fost o activitate voluntară. De mai mulți ani deja, activitatea SAR în materie de bună guvernare este voluntară și se desfășoară prin Alianța pentru o Românie Curată (ARC), o acțiune indispensabilă în peisajul românesc, unde acțiunea colectivă rămâne deficitară, deși reprezintă baza oricărei opțiuni realiste de schimbare.
În afara participării sale la coalițiile pentru buna guvernare, misiunea SAR reflectă ceea ce a rămas neterminat după cinsprezece ani de eforturi și multe succese, anume crearea unui cadru de raționalitate a politicii publice ("evidence based policy-making") prin:
- educarea în domeniul politicii publice a tinerilor experți din sectorul de stat, profit și non-profit, a membrilor administrației, oamenilor politici și mediului academic, prin dezbateri informate, seminarii de analiză de politici publice în cooperare cu partenerii noștri internaționali și cercetare originală;
- promovarea în spațiul public a unor soluții realiste și bazate pe consultare democratică a problemelor de politici publice.

SAR nu promovează o anumită ideologie, considerând că politica publică rațională este non-ideologică, deși nu se poate dispensa de valori ca individualismul, respectarea drepturilor omului și solidaritatea socială. 
SAR este o instituție deschisă oricui îndeplinește standardele sale academice și se bazează pe o rețea de peste o sută de experți din România și instituții academice internaționale.
În decembrie 2009, Societatea Academică Română a câștigat în primă instanță patru procese privind comunicarea de către instituții de stat a informațiilor de interes public, cu Eximbank, Metrorex, Primăria Constanța și Agenția Națională a Resurselor Minerale (ANRM).

## Alianța pentru o Românie Curată
La data de 12 noiembrie 2010, SAR s-a aflat printre inițiatorii Alianței pentru o Românie Curată.
Alianța pentru o Românie Curată este o mișcare civică deschisă oricui, persoane sau organizații, ONG-uri, sindicate, firme, instituții, care promovează principiile bunei guvernări și e dispusă sa investească munca voluntară sau sprijin pentru voluntari care promovează această idee.
În prezent SAR asigură Secretariatul Alianței pentru o Românie Curată.
Membrii Alianței pentru o României Curată sunt: 
- Societatea Academica din Romania;
- Freedom House Romania;
- Alma Mater;
- Grupul pentru Reforma Universitara;
- Centrul Roman de Politici Europene;
- Alianta Nationala a Organizatiilor Studentesti din Romania;
- Societatea Timisoara;
- Edu-Cer;
- Centrul pentru Jurnalism Independent;
- Asociatia Culturala Ariergarda;
- Salvati Bucurestiul;
- Grupul pentru Dialog Social;
- Pro-Do-Mo;
- Cartel Alfa;
- Academia de Advocacy;
- Centrul de Resurse pentru Participare Publica;
- Asociatia "Viitorul in Zori" (Let's do it, Romania!)
- Centrul Ratiu pentru Democratie.

„Alianța pentru o Românie Curată” a fost finanțată în perioada 2010-2012 de Trustul pentru Societatea Civilă din Centrul și Estul Europei (CEE Trust).

## Studii ale SAR
SAR publică periodic Rapoarte de Avertizare asupra Politicilor (PWR), serie care a fost inițiată în 2001 și finanțată în principal de Programul Națiunilor Unite pentru Dezvoltare (PNUD) în primii doi ani, sub numele de Rapoarte de Avertizare Timpurie (EWR).
Contribuie de asemenea la rapoarte despre România și regiune, cum ar fi Națiuni în tranziție (Nations in Transit) – raport anual asupra țărilor în tranziție realizat de Freedom House, Indexul transformării (BTI) realizat de Fundația Bertelsmann – raport global anual asupra reformelor democratice și economice din 116 țări, Proiectele Stanford CDDRL asupra calității democrației și tranziției de la statul autoritar, proiectul lui Jean Blondel și Ferdinand Muller-Rommel asupra cabinetelor din Europa de Est.
Revista Română de Științe Politice (PolSci) este un jurnal de științe politice editat și publicat de două ori pe an de Societatea Academică din România (SAR) în beneficiul comunității românești de specialiști în științe politice. Jurnalul publică diferite tipuri de articole de științe politice, mai ales din domenii neglijate până de curând în România, cum ar fi politicile comparate, politicile publice (public policy), economie politică sau psihologie politică, pe subiecte naționale sau regionale. Articolele trebuie să fie fundamentate în teoria acceptată a disciplinelor respective și să aibă o bază empirică. PolSci este citat în IPSA, CIAONET, EBSCO și CEEOL. 
Policy briefs pe teme de actualitate. 
Rapoartele anuale de analiză și prognoză ale SAR conțin analize pe teme de maxim interes și sunt lansate în cadrul unor întâlniri publice care atrag atenția mass-media. Raportul din 2012 a abordat subiecte importante pentru România, precum adoptarea euro, coordonarea fondurilor din POR între nivelul central și cel regional și reforma în sănătate. Dezbaterea publică a luat în vizor starea economiei și previziuni pentru 2012, precum și opțiuni de politică economică în România.